# Aloe schoelleri
Aloe schoelleri är en grästrädsväxtart som beskrevs av Georg August Schweinfurth. Aloe schoelleri ingår i släktet Aloe och familjen grästrädsväxter. Inga underarter finns listade i Catalogue of Life.